# Fire It Up (album de Rick James)
Pour les articles homonymes, voir Fire It Up.
 (avril 2018).
Si vous disposez d'ouvrages ou d'articles de référence ou si vous connaissez des sites web de qualité traitant du thème abordé ici, merci de compléter l'article en donnant les références utiles à sa vérifiabilité et en les liant à la section « Notes et références ».
Albums de Rick James
Bustin' Out of L Seven
(1979) Garden of Love
(1980)
Singles
1. Love Gun
Sortie : 1979

Fire It Up est le troisième album du chanteur, musicien et producteur de funk et de soul américain Rick James, sorti en octobre 1979 sur le sous-label Motown Gordy Records.

## Liste des titres
Toutes les chansons sont écrites et composées par Rick James.
|       | 'Face A'                 |      |
| A1.   | Fire It Up               | 3:59 |
| A2.   | Love Gun                 | 5:44 |
| A3.   | Lovin' You Is a Pleasure | 4:08 |
| A4.   | Love in the Night        | 6:22 |
|       | 'Face B'                 |      |
| B1.   | Come Into My Life        | 7:10 |
| B2.   | Stormy Love              | 2:05 |
| B3.   | When Love Is Gone        | 7:32 |
| 37:00 |                          |      |

| Titre bonus - Réédition CD remastérisée (Hip-O Select, 18 mai 2010) | Titre bonus - Réédition CD remastérisée (Hip-O Select, 18 mai 2010) | Titre bonus - Réédition CD remastérisée (Hip-O Select, 18 mai 2010) | Titre bonus - Réédition CD remastérisée (Hip-O Select, 18 mai 2010) | Titre bonus - Réédition CD remastérisée (Hip-O Select, 18 mai 2010) | Titre bonus - Réédition CD remastérisée (Hip-O Select, 18 mai 2010) | Titre bonus - Réédition CD remastérisée (Hip-O Select, 18 mai 2010) | Titre bonus - Réédition CD remastérisée (Hip-O Select, 18 mai 2010) | Titre bonus - Réédition CD remastérisée (Hip-O Select, 18 mai 2010) | Titre bonus - Réédition CD remastérisée (Hip-O Select, 18 mai 2010) |
| No                                                                  | Titre                                                               | Durée                                                               |                                                                     |                                                                     |                                                                     |                                                                     |                                                                     |                                                                     |                                                                     |
| ------------------------------------------------------------------- | ------------------------------------------------------------------- | ------------------------------------------------------------------- | ------------------------------------------------------------------- | ------------------------------------------------------------------- | ------------------------------------------------------------------- | ------------------------------------------------------------------- | ------------------------------------------------------------------- | ------------------------------------------------------------------- | ------------------------------------------------------------------- |
| 8.                                                                  | Love Gun (Promotional 12" version)                                  | 10:49                                                               |                                                                     |                                                                     |                                                                     |                                                                     |                                                                     |                                                                     |                                                                     |
| 48:21                                                               |                                                                     |                                                                     |                                                                     |                                                                     |                                                                     |                                                                     |                                                                     |                                                                     |                                                                     |

## Crédits
| - Rick James : chant, guitares, guitare acoustique, synthétiseurs, basse, piano, orgue, batterie, batterie électronique, percussions, clavecin, timbales - Backing band : Stone City Band - Levi Ruffin, Jr. : percussions, synthétiseurs, chœurs - Tom McDermott : guitare électrique, guitare à douze cordes, guitare, guitare acoustique - Greg Levias : claviers piano électrique (Fender Rhodes) - Oscar Alston : guitare basse - Lanise Hughes : batterie - Shonda Akiem : percussions, batterie électronique - Daniel LeMelle : saxophones (alto, ténor), flûte, clavecin - John Ervin : trombones - Cliff Ervin : trompette, bugle - Chœurs : Clydene Jackson, Julia Tillman Waters, Maxine Willard Waters, Pat Henderson, The Colored Girls (Jackie Ruffin, Lisa Sarna) | - Production, Arrangements : Rick James - Coproduction (assistant) : Levi Ruffin, Jr. - Mastering : Jim Sintetos - Ingénierie : Tom Flye - Ingénierie (assistant) : Rick Sanchez, Russell Curtis - Direction artistique : John Cabalka - Design : Ginny Livingston - Photographie : Ron Slenzak |